# Puchała (herb szlachecki)
Puchała - Puchala (Sławęcin, Sławięcin, Biała) – polski herb szlachecki.

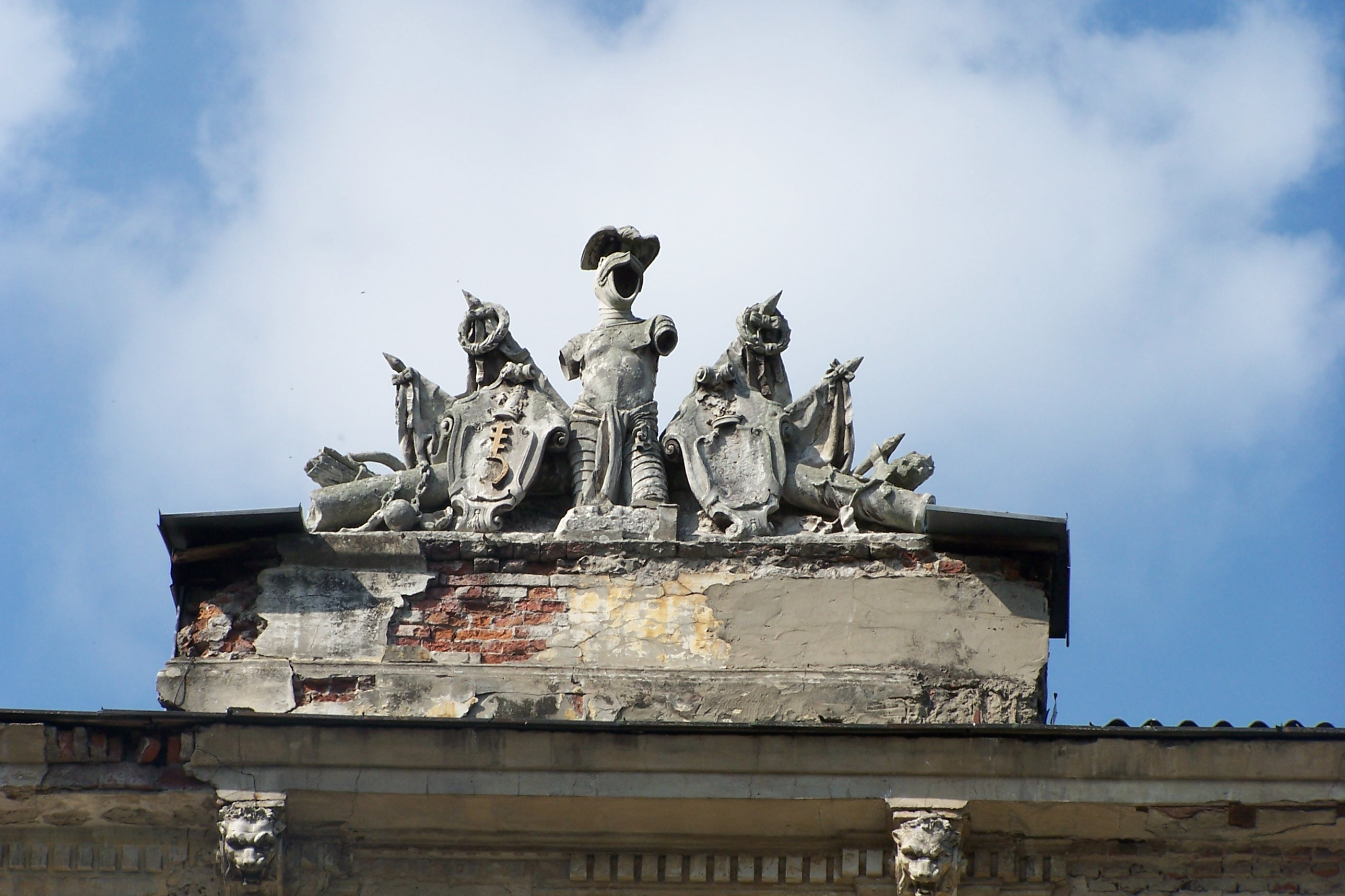
Rzeźba z herbem Puchała na pałacu w Pilicy

## Opis herbu
W polu błękitnym, na srebrnej podkowie półtrzecia krzyża takiegoż. Klejnot: trzy pióra strusie srebrne
(późniejsze wersje dopuszczały złotą podkowę, a nawet złoty krzyż).

## Najwcześniejsze wzmianki
XIV wiek

## Herbowni
Berentowie, Chaszkowscy, Chybińscy, Cywińscy (Ciwińscy), Kotomirscy (Kotomierscy), Kotowscy, Lipiańscy, Lutostańscy, Mystkowscy, Polescy, Puchałowie, Puchłowscy, Puchalscy, Rogaszewscy, Skierscy, Świniarscy, Tyscy